# Бен-10: Омниверс
«Бен 10: Омниверс» (англ. Ben 10: Omniverse) — американский мультсериал, заказанный телеканалом Cartoon Network. Сериал четвёртый по счёту во франшизе «Бен 10». Премьера сериала состоялась 22 сентября 2012 года. Является продолжением «Бен 10: Инопланетная Сверхсила».
В 2016 году вышел перезапуск «Бен-10».

## Сюжет
Событие сериала происходят после нескольких месяцев финала Бен 10: Инопланетная Сверхсила. Гвен и Кевин уезжают в другой город. Омниверс был нарисован вручную по большей части, с цифровым цветом. Некоторые более сложные элементы, такие как транспортные средства, были анимированы с помощью CGI. и Бену приходиться справляться с геройскими обязанностями одному. Дедушка Макс, заметив, что Бену трудно одному, отправляет ему напарника Рука Блонко.
Также в сериале появляются флэшбэки с мультсериала Бен 10: Классика, в том числе и полноценные серии в участии 11-летнего Бена — год после событий Классики.

## Персонажи
- Бенджамин Кирби Теннисон/Бен-10 — главный герой франшизы. Подросток, нашедший инопланетные часы и ставший супергероем. В первом сериале весьма несерьёзен и нахален, для него спасение людей было больше развлечением, чем работой. Он имел неровные отношения с кузиной Гвен и имел склонность к шалостям. Во втором сериале Бен, повзрослевший на 5 лет, стал очень здравомыслящим и серьёзным. Он вёл обычную жизнь, но ради спасения пропавшего дедушки вновь надел Омнитрикс, который стал использовать с большим умом. В первом сериале он носит бело-чёрную футболку, в двух других — чёрную футболку и зелёную кожаную куртку с цифрой 10, в Omniverse носит чёрную футболку с зелёной полосой и цифрой 10. После исчезновения дедушки Макса впал в депрессию, но затем стал более весёлым. В «Инопланетной сверхсиле» Кевин назвал Бена своим лучшим другом, а сам Бен сказал, что он может превращаться в 63 пришельцев.
- Рук Блонко — новый напарник Бена. Учился в Академии Санитаров Космоса, был лучшим учеником в классе, после Макс назначил его напарником Бена. Бен не хотел брать его в команду и всячески отмазывался, но потом из-за чрезмерной крутости привык. Рук имеет прото-броню и прото-механизм который трансформируется в различные оружия вроде лука или бластера.
- Гвендолин «Гвен» Теннисон — двоюродная сестра-ровесница Бена. В первом сериале относится к нему весьма язвительно, но в бою они составляли неплохую команду. Позднее, найдя колдовскую книгу злодейки Колдуньи, Гвен научилась использовать её заклинания, защищая Бена и Макса. Ко второму сериалу в ней пробудились способности Анодита (раса энергетических пришельцев с планеты Аноид), благодаря которым она стала более боеспособной и стала служить в команде «локатором». Во втором сериале Гвен относится к Бену с большей любовью и уже не язвительно. Теперь она носит длинные волосы и имеет иной цвет глаз. Способности Гвен заключаются в метании энергетических шаров или дисков, создании защитного щита, купола или целой сферы, парящих платформ, по которым можно ходить, также она способна находить живых существ по их мане и применять что-то вроде верёвки, связывая, поднимая или бросая оппонентов. Вообще, Гвен может создавать различные предметы в зависимости от ситуации. Применяя магию, она может сотворить смерч, вызвать удар молнии, создать проход в другое измерение, телепортировать себя и окружающих. Помимо магии занимается единоборствами, проявляет интерес к Кевину. На протяжении всего мультсериала она и Кевин проявляют заботу друг о друге, если Гвен пострадает, то Кевин окажется рядом, и Гвен практически всегда прикрывает Кевина своим энергетическим щитом или ловит при падении. Гвен не очень любит, когда Кевин подшучивает над ней. Когда переходит в форму Анодита, становится такой сильной, что с лёгкостью побеждает Чистопородного, но может навсегда потерять облик человека.
- Кевин Итан Левен / Кевин-11 — хулиган, способный контролировать энергию, наполовину Осмосианин. Он познакомился с Беном в зале игровых автоматов, где Теннисон спас его от хулиганов. Мальчики подружились, но после попытки Кевина ограбить поезд они стали врагами. При этом Кевин забрал из Омнитрикса немного энергии и после этого некоторое время мог превращаться в героев Бена. Однако затем его способности вышли из под контроля, и он результате превратился в устрашающую смесь десяти героев Бена. Позже он смог выработать в себе способность превращаться обратно в человека. Впоследствии Бен запер его в Нулевом пространстве (особой космической тюрьме), но во втором сериале он вернулся. Его отпустили с испытательным сроком в серии с конфискацией Кораблика (Питомец Джули, представитель расы гальванических мехаморфов) Кевина чуть не отправили обратно в нулевое пространство. За то время (когда он был мальчишкой) Кворл (Заключённый и друг Кевина) научил его впитывать вещества вместо энергии, что позволяет ему не терять над собой контроль. После поглощения твёрдой материи Кевин покрывается бронёй и становится сверхсильным, кроме того он может покрыть бронёй и другого человека при постоянном контакте с ним. Обычно объектом поглощения становится камень, бетон, металл или сплав, реже — дерево, резина или кристаллические вещества. Кевин умеет взламывать замки, изменяя форму пальца; в резиновой броне он становится прыгучим и может скакать как мяч. Некоторое время он торговал инопланетным оружием, но затем помог Бену спасти город и объединился с ним. Сначала любил подшучивать над Беном, но затем их отношения наладились. Отец Кевина, Девин Левин, был санитаром космоса, отчасти поэтому он объединился с Беном, также повлияли явный интерес к Гвен и обещание Магистру Лабриду. В третьем сезоне Инопланетной силы Кевин стал монстром, сначала он очень переживал из-за этого, но потом смирился. Он научился ещё больше изменять форму рук, превращая их в молот, булаву, клинки и ножницы, выращивая шипы, увеличивая кулаки и удлиняя руки, а также восстанавливать потерянную металлическую конечность. Он влюбился в Гвен и в третьем сериале они начали встречаться. После исцеления Кевин сохранил способность трансформировать руки, а в металлическом состоянии ещё и сумел отрастить отрубленную кисть. Также он показал, что может «склеивать» твёрдые вещества, когда восстановил обваливающийся потолок шахты и отремонтировал скафандр П’андора. Кевин очень любит свою машину, он постоянно улучшает её и ремонтирует. Он — отличный водитель, пилот и механик, также разбирается в инопланетных технологиях.
- Максвелл Теннисон/Дедушка Макс — дедушка главных героев Гвен Теннисон и Бена Теннисона, Санитар Космоса в отставке. В молодости был похож на Кевина. Во 2-м мультсериале Бен узнаёт об исчезновении дедушки Макса. Чтобы найти, его Бен вновь надевает Омнитрикс. Он находит его у чистопородных. Макс, чтобы спасти Бена от ловушки, активирует модуль нулевого пространства, вызывая перегрузку внутри него и тем самым взрывая. Бен не верит своим глазам и думает, что Макс погиб! После Кевин находит особый голограмник, где он указывает Бену вернуться в нулевое пространство. После Бен вновь оказывается в измерении нулевого пространства и узнаёт, что там правит доктор Энимо по кличке Девойд. Так же ему сообщают о неком Рэнче. Чтобы увидеть его ему пришлось поддаться в драке с человекоподобным дикобразом (Пирсом), когда его пропустили, он увидел там своего дедушку. Они вместе продумывают стратегию захвата Энимо. В момент захвата Макс сражается с доктором Энимо и, победив, его он принимает решение остаться и наладить ситуацию в нулевом пространстве. Когда Бен уходит, Макс на прощание говорит, что всегда будет с ним, потом он участвовал в решающей схватке против чистопородных и остался на Земле. В сериале «Омниверс» он, в отличие от двух предыдущих мультсериалов, снова становится одним из главных персонажей (включая Бена и его пришельцев).

## Актёры озвучивания

### Главные роли
- Юрий Ловенталь — Бен Теннисон (16 лет), Фидбэк, Молния, Амфибия, Киккин-Хоук, Апгрейд, Альбедо, лейтенант Стилл, Эрве.
- Тара Стронг — Бен Теннисон (11 лет), Бен 23, Пакмар, Принцеса Атея, Мазума, Натали Алварез, Элфина, рядовой Оливка.
- Бампер Робинсон — Рук Блонко, Блокс, Черепаха, Корво, Гремлин, Боллуивл, Док Сатурдей, Магистр Арнукс, Круджо.
- Пол Эйдинг — Макс Теннисон, Глазастый, Блукич, Зэд, Лиам, Ульти Обезьяна-паук.
- Ди Брэдли Бейкер — Звезда, Обезьяна-паук, Энергия, Водяная сила, Псифон, Жук, Часы, Наномеханизм, Космический пёс, Эхо-Эхо, Крэшхоппер, Крылатый, Лоза, Желе, Инспектор № 13, Астродактиль, Кэйтифф, Полковник Хьюликсиансов, Кислотник.
- Джон ДиМаджио — Силач, Рэт, Гумангозавр, Армодрилло, Зомбозо, Октагон Вридл, Вилл Хэрэндж, Булфраг, Ульти Гумангозавр, Атомикс, Вампирро.
- Дэвид Кэй — Ядро, Кайбер, Шок-Сквотч, Граваттак, Человек-Огонь, Пламенный, Сандэр, Полководец Гар, Мэлис, Франкенстрайк, Джосеф Чадвик, Пальцеголовый.
- Эрик Бауза — Алмаз, Гуманоид, Дриба, Доктор Психобос, Фистрик, Арктикгуана, Иэтл, Беликус, Лакно, Супер-Большой, Челюсти, Головастик, Тромбипулор, Отец Рука, Солид Плагг, Полторан, Рафф, Тоепик, Ульти-Альбедо, Альбедо-Галвин, Пакс, Мегават.

### Второстепенные роли
- Чарльз Адлер — Хокестар, Колектимус.
- Карлос Алазраки — Рэд Дудсмэн, Пикси.
- Азиз Ансари — Билли Билионс.
- Дидрих Бадер — Симиан.
- Кори Бёртон — Малвер, Мистер Баумэнн, Сиблик, Мудрый краб, Аргост, Фискертон.
- Стивен Блум — Зескер, Вилгакс, Хоббл, Билл Гакс, Адватая, Профессор Хаглив.
- Кимберли Брукс — Серена, Принцесса Лума, Района, Рук Бралла.
- Беттина Буш — Кай Грин.
- Оги Бэнкс — Зак Сатурдей.
- Дайан Делано — Ма Вридл.
- Эшли Джонсон — Гвен Теннисон (11 и 16 лет).
- Майкл Дорн — Доктор Виктор.
- Гвендолин Йео — Мяуси Чен.
- Джим Каммингс — Вэкс.
- Тим Карри — Джосеф Чадвик.
- Джеффри Комбс — Купхулу.
- Бет Литтлфорд — Сандра Теннисон.
- Морган Лофтинг — Фистина.
- Дэвид Маккаллум — Профессор Парадокс.
- Ванесса Марсшалл — Дрю Сатурдей.
- Скотт Менвиль — Джимми Джонс.
- Мигель Наджера — Вес Грин.
- Джадд Нельсон — Ион, Бен 10000.
- Рене Обержонуа — Азимус.
- Тара Платт — Эстэр.
- Александр Полински — Аргит.
- Роб Полсен — Магистр Патэллидэй, Гатрот, Ромбоид Вридл, капитан Корк, Дубликаты, Горван, Филл.
- Вайван Пэм — Джули, Кораблик.
- Кевин Майкл Ричардсон — император Миллиос, сэр Мортон, Мумия, Волк.
- Грег Сайпс — Кевин Итан Левен.
- Кри Саммер — Гаргона.
- Эйприл Уинчелл — Королева Блевак.
- Уил Уитон — Даркстар.
- Кэри Уолгрен — Колдунья, Виктория.
- Дэйв Фенной — Тетракс.
- Кевин Шон — Отто.
- Дуайт Шульц — Доктор Энимо.
- Аланна Юбак — Рук Шара, брат Рука.

## Товары и другие средства массовой информации

### Линия игрушек
Линия игрушек, производимая Bandai, первоначально демонстрировалась на выставках игрушек по всему миру. На сайте универмага Kmart появилась возможная непреднамеренная утечка официальных изображений линейки. Фигурки, которые были представлены на Toy Fairs, такие как Блокс, Шок-сквотч, 16-летний Бен Теннисон, 11-летняя версия Бена, и приятель Бена Рук. были указаны на сайте. Игровой набор «Грузовик Рука» получил награду за лучшие фигурки/аксессуары на Лондонской ярмарке игрушек 2012 года. Омнитрикс имеет серый цвет, а не белый, как в сериале.

### Видеоигры
Видеоигра с таким же названием разработана Vicious Cycle Studios для Wii U, Wii, PlayStation 3, Xbox 360 и 1st Playable Productions для Nintendo 3DS и Nintendo DS. В экшене beat 'em up участвуют 15 игровых персонажей на DS и 3DS и 16 игровых персонажей на других системах. В нём также есть совместная игра для двух игроков. В игре Бен и Рук сражаются со злодеем по имени Малвер, у которого есть коварные планы по уничтожению мира.
Омниверс также породил вторую видеоигру, которая была разработана High Voltage Software для Wii U, Wii, PlayStation 3 и Xbox 360 и 1st Playable Productions для Nintendo 3DS. Действие этой игры происходит во время событий «Войны С Лягушками», где Бен должен сразиться с инкурсианцами, чтобы вернуться на Землю и остановить Императора Миллеуса, Аттею, доктора Психобоса и Супер Плохих.